# Ultima (computerspelserie)
Ultima is een serie van computerrollenspellen, uitgegeven door Origin Systems. De serie is bedacht door Richard Garriott, die zelf als Lord British in de spellenreeks voorkomt. Op dit moment is Electronic Arts eigenaar van de merknaam.
De serie wordt naast de Wizardry-reeks genoemd als pionier in de ontwikkeling van de computerrollenspellen. Het eerste deel (The First Age of Darkness) is uitgegeven in 1981, het laatste deel (Ascension) in 1999. De serie heeft geleid tot het opzetten van een multiplayer variant: Ultima Online, een van de eerste en langstlopende MMORPGs. 
Voor de oudere spellen van de reeks zijn emulators gemaakt, om ze speelbaar te maken op moderne besturingssystemen. De serie heeft een nog steeds actieve schare fans, de Ultima Dragons genaamd, die op internet is georganiseerd in de nieuwsgroep rec.games.computer.ultima.dragons.
In deze reeks zijn twee 3D-spellen uitgebracht, Ultima Underworld en Ultima Underworld II. Het eerste deel was zijn tijd ver vooruit, en was al in 3D voordat Wolfenstein 3D uit kwam. Het maakt gebruik van runenstenen waarmee getoverd kan worden. Het voorraadsysteem kan georganiseerd worden doordat de speler dozen in dozen kan stoppen. De werelden van deze twee spellen zijn gigantisch voor de tijd waarin ze uitkwamen. Er zijn maar weinig spellen die deze inventiviteit geëvenaard hebben met objectcombinatie. 

## Spellen in de serie

### Hoofdserie
| Trilogie             | Jaar | Titel                                            | Uitbreidingsset             |
| -------------------- | ---- | ------------------------------------------------ | --------------------------- |
| Age of Darkness      | 1981 | Ultima I: The First Age of Darkness              |                             |
| Age of Darkness      | 1982 | Ultima II: The Revenge of the Enchantress!       |                             |
| Age of Darkness      | 1983 | Ultima III: Exodus                               |                             |
| Age of Enlightenment | 1985 | Ultima IV: Quest of the Avatar                   |                             |
| Age of Enlightenment | 1988 | Ultima V: Warriors of Destiny                    |                             |
| Age of Enlightenment | 1990 | Ultima VI: The False Prophet                     |                             |
| Age of Armageddon    | 1992 | Ultima VII: The Black Gate                       | Ultima VII: Forge of Virtue |
| Age of Armageddon    | 1993 | Ultima VII: Serpent Isle (deel 2 van Ultima VII) | Ultima VII: Silver Seed     |
| Age of Armageddon    | 1994 | Ultima VIII: Pagan                               |                             |
| Age of Armageddon    | 1999 | Ultima IX: Ascension                             |                             |

### Online-serie
- Ultima Online (1997)

### Spin-offs en andere spellen
- Ultima: Escape from Mt. Drash (1983)
- Worlds of Ultima-serie
  - Worlds of Ultima: The Savage Empire (1990)
  - Ultima: Worlds of Adventure 2: Martian Dreams (1991)
- Ultima: Runes of Virtue (1991) (Game Boy)
- Ultima: Runes of Virtue II (1993) (Game Boy, SNES)
- Ultima Underworld-serie
  - Ultima Underworld: The Stygian Abyss (1992)
  - Ultima Underworld II: Labyrinth of Worlds (1993)
- Ultima V: Lazarus (2006), een remake van Ultima V
- Lord of Ultima (2010)
- Ultima Forever: Quest for the Avatar (2012)

## Platforms
Spellen in de serie zijn verschenen op de volgende platforms:
- Apple II
- Atari 8-bit
- VIC-20
- Commodore 64
- DOS
- MSX
- FM Towns

- NEC PC-98
- Atari ST
- Mac OS
- Amiga
- Atari 800
- NES

- Master System
- Commodore 128
- SNES
- Sharp X68000
- PlayStation
- Windows